# Psilopa pulicaria
Psilopa pulicaria är en tvåvingeart som först beskrevs av Alexander Henry Haliday 1839.  Psilopa pulicaria ingår i släktet Psilopa och familjen vattenflugor. Arten har ej påträffats i Sverige. Inga underarter finns listade i Catalogue of Life.